# Slender: The Eight Pages
Slender: The Eight Pages (in precedenza noto solamente come “Slender”) è un videogioco indipendente free-to-play di genere horror psicologico, sviluppato da Parsec Productions e distribuito il 26 giugno 2012 per Microsoft Windows e macOS.
Il gioco si basa sulla creepypasta Slender Man. L'ultima versione distribuita è la 0.9.7.

## Modalità di gioco

### Il personaggio
Slender: The Eight Pages inizia con una donna che scavalca una recinzione e vaga in una foresta di notte; l'intera esperienza di gioco è vista attraverso l'obiettivo di una telecamera, ed il personaggio è dotato di una torcia dalla durata limitata. Il giocatore può alternativamente correre per pochi secondi ad una velocità discretamente più alta del normale o, quando sorpreso da Slender Man, scattare per 10 secondi ad una velocità molto alta, diminuendo tuttavia l'ammontare massimo di resistenza fisica del personaggio. Mano mano che ci si avvicina alla suddetta creatura, la telecamera avrà delle interferenze.
Slender Man è l'unico antagonista del gioco. Si presenta come un uomo alto e magro con la pelle bianca, vestito con abito elegante nero, lunghe braccia, che quasi arrivano al suolo. La maggiore particolarità del personaggio è il fatto di non possedere un volto. 
Utilizza la sua capacità di teletrasportarsi per raggiungere una determinata destinazione. Con l'aumentare della difficoltà, lo Slender Man si teletrasporterà sempre più frequentemente per avvicinarsi al giocatore, causando il Game over ogni qualvolta egli si avvicini troppo.
Guardare Slender Man troppo a lungo, anche a lunghe distanze, farà impazzire la protagonista, causando anche in questo caso il Game Over.

### Obiettivo
L'obiettivo del gioco è trovare otto pagine di diario, tutte riguardanti Slender Man. La difficoltà del gioco aumenta gradualmente ad ogni pagina trovata o con l'avanzare del tempo di gioco. Non esiste un'uscita alla mappa, e una volta raccolta l'ottava pagina, ci si dovrà far catturare da Slender Man: questo causerà il Game Over, ma in realtà completerà il gioco sbloccando nuove modalità ed extra.
Una volta che si verifica il Game Over, sullo schermo apparirà il numero di pagine prese, e dopodiché si tornerà al menu iniziale.

### Completamento
Se il giocatore riesce a raccogliere tutte le otto pagine, questi ha la possibilità di aggirarsi ancora per la mappa fino al momento in cui non viene catturato da Slender Man.
A partire dalla versione 0.9.4, la musica di sottofondo si interrompe e si ha la possibilità di aggirarsi ancora per l'ambiente, fino al momento in cui Slender Man non causerà il game over teletrasportandosi vicino al giocatore; il personaggio si risveglierà poi di giorno. La modalità daytime viene sbloccata, escludendo quindi l'utilizzo della torcia elettrica. Nelle precedenti versioni, al completamento della modalità day, si sbloccava anche la modalità dei 20 dollari, aggiungendo come easter egg il suono della canzone Give me 20 Dollars, che aumentava di volume a mano a mano che Slender Man si avvicinava al giocatore.
Col susseguirsi delle versioni sono state aggiunte altre caratteristiche, come ad esempio la possibilità di utilizzare, al posto della normale torcia elettrica altre due fonti luminose: un bastoncino fluorescente che illumina un'area ristretta ma ha una durata illimitata, una lampada ad olio che illumina un'area molto vasta ma si scarica rapidamente e richiede di essere ricaricata sacrificando la stamina del giocatore.
È stata anche aggiunta una nuova modalità, la Marble Hornets Mode. Attivandola, il gioco procederà normalmente, con la differenza che sembrerà di vedere un filmato su cassetta: compariranno delle bande di rumore video in alto e in basso e la musica sarà del tutto assente, così come l'effetto sonoro di quando si inquadra Slender Man. Anche in questa modalità sarà possibile utilizzare le succitate fonti luminose sbloccabili. Questa modalità si rifà all'omonima webserie in cui Slender Man è l'antagonista.

## Sequel
È stato distribuito nel marzo 2013 un nuovo capitolo del gioco, prodotto dal team originale, la Parsec Production, in collaborazione con i Blue Isle Studios. Il gioco prende il titolo di Slender: The Arrival, ed inizialmente era un sequel di Slender: The Eight Pages. Il trailer ufficiale è stato pubblicato il 24 dicembre 2012.
Numerosi altri videogiochi, commerciali o free, sono da considerarsi come seguiti "spirituali", comunque slegati dalla trama. Tra questi si ricorda Haunt: The Real Slender Game.